# エアー (企業)
株式会社エアー（略称：AIR、英: AIR Company Limited）は、大阪府吹田市に本社を置く日本の企業。

## 概要
インターネット・イントラネット製品の開発・販売などを行う他、IT関連受託開発、コンサルティング業務、システムインテグレーションを行っている。

## 沿革
- 1983年 NEC PC8000用リレーショナルDBを開発し市場に参入。
- 1984年 米国Unify社と総代理店契約を締結。住友電気工業に「Unify」の初のOEM契約を締結。QSP社と「Q-Calc」について契約を締結し日本語版を開発。
- 1987年 Networkinnovation社と「Multiplex」について契約を締結、日本語版を開発。東京での営業拠点として六本木オフィスを開設。
- 1989年 米国“TWIN SUN INC"設立に参加、ロサンゼルスオフィスを開設。Hunter社と「XDOS」契約締結／日本語版開発。
- 1990年 本社を大阪市中央区北浜へ移転。「Unify 2000」「Accell/SQL」販売開始。住友電気工業、米国Unify社、エアーの合弁により「Unify Japan」を設立。
- 1991年 「Inter-calc」販売開始。「OFFICE2001」販売開始。
- 1993年 IMAP4、MIME対応E-mailソフトウェア「AIR MAIL」を自社開発、販売開始。「Multiplex Windows」販売開始。
- 1994年 本社を大阪府吹田市千里山に移転。
- 1995年 「AIR MAIL-MAC版」販売開始。「Unify Vision」販売開始。
- 1996年 米国Actuate社と合弁会社ActuateJapanを設立し、Webレポーティングツール「Actuate日本語版」を開発、発売。トレンドマイクロ社のサーバ型ウイルスウォール「InterScan VirusWall」のUNIX版開発に協力、マスターリセラーとして販売を開始。「AIR MAIL PLUS」「WebMan」販売開始。
- 1997年 「AIR MAIL 32bit版」販売開始。PCソフトウェアのダウンロード販売開始。
- 1998年 「AIR MAIL IMAP4」対応クライアント・サーバ販売開始。伊藤忠テクノサイエンス株式会社(現 伊藤忠テクノソリューションズ株式会社）と提携。
- 2000年 ウェブ、IMAP4を用いたメールシステム「WISE Walker」の販売開始。
- 2003年 メッセージフィルタリング・アーカイブシステム「WISE Audit」を開発、発売。
- 2004年 セキュリティアプライアンス「FortiGate」の販売開始。米国Unify社マスターディストリビュータ契約を締結。J2EEアプリケーションプラットフォーム「Unify NXJ」の販売開始。
- 2005年 米国Guardium社とマスターディストリビュータ契約を締結。SQL監査ソリューション「Guardium（旧 SQL Guard）」の販売開始。
- 2006年 アプライアンス製品「WISE SAbox200」の販売開始。
- 2007年 スパム撃退ソリューション「AIR WISE Key」の開発・販売開始。WISE Auditを中心としたメール統合ASPサービスの販売開始。個人向けに「WISE Mail」をサービスとして提供を開始。
- 2008年　メール誤送信防止ソリューション「WISE Attach」、「WISE Alert」の開発・販売開始。
- 2009年 ISO/ISE27001「情報セキュリティマネジメントシステム（ISMS）適正評価制度」認証を取得。ユニファイド・コミュニケーションプラットフォーム「CommuniGate Pro」販売開始。
- 2010年 IT-ECO商品「WISE Print」「SURVEYOR」「GreenPrint」、他新製品「X/Server」「Propalms」販売開始。
- 2011年 検索可能な暗号化技術「WISE Encrypt」を開発。Talend社製品の構築コンサルティング開始。「WISE Attach」リニューアル版（FULLエディション）リリース。
- 2012年 クラウドソリューション「MezeoCloud」「AnyClutch Remote」の販売・サービス開始。「WISE Sync」発売開始。印刷管理ソリューション「WISE Print 印刷ログ監査」販売開始。
- 2013年 英文早読み支援ツール「Tango フリー版」販売開始。「WISE Sync」オープンソース（GNU AGPL）として提供開始。NTTソフトウェア株式会社「WISE Encrypt」採用。
- 2014年 「Tango プロ版」販売開始。暗号化ゲートウェイソリューション「WISE Gateway」販売開始。「WISE Audit eディスカバリオプション」販売開始。
- 2015年 カンパニー制度を開始。「プロダクト事業部」改め「プロダクト・カンパニー」、「システムソリューション事業部」改め「システムソリューション・カンパニー」。NTTソフトウェアがクラウドセキュリティ対策製品に「WISE Encrypt トーカナイザライブラリ」を採用。クラウドストレージ暗号化サービス「airDrive powered by WISE Gateway」開始。
- 2016年 株式会社ビーステージとの事業提携により同社の製品「Web Researcher」「Self Director」「Inforsight」「Xima」の販売を開始。
- 2017年 ユーザプロファイル管理ソリューション「Simplify Profiles」販売開始。「WISE 365 Search」販売開始。
- 2018年 森 剛が代表取締役社長に就任。北山 洋一が代表取締役会長に就任。

## 自社開発製品
- WISE Attach - メール誤送信防止サーバシステム
- WISE Alert - Outlook対応誤送信対策ソフトウェア
- WISE Print - 印刷コスト削減・印刷セキュリティ対策
- WISE Encrypt - 検索・ソート可能な暗号化ライブラリ
- WISE Gateway - クラウド暗号化ゲートウェイ
- airDrive - ストレージ暗号化無料サービス
- Tango - 英文早読み支援ツール
- WISE Audit - メールアーカイブ/フィルタリングソリューション(2007年11月29日に特許権・著作権を株式会社日立システムズエンジニアリングアンドソリューションへ譲渡。商標権を株式会社エアーと共有。）

## 販売製品
- Talend - ビッグデータ統合
- OpenText Analytics（旧Actuate） - BIレポーティング
- Screw Drivers･Simplify Printing - 仮想化環境における印刷問題解決
- Simplify Profiles - ユーザプロファイル管理
- AnyClutch・RemoteCall - リモートアクセスサービス
- CommuniGate Pro - ユニファイド・コミュニケーション
- Oracle Secure Global Desktop Software - アプリケーション仮想化

## ソフトウェア受託開発
- IT関連受託開発
- コンサルティング業務
- システムインテグレーション

## 製品サービス・トレーニング
- Talend製品利用のための各種サービス・トレーニングの提供、有償セミナーの実施